# .30-40 Krag
La .30-40 Krag ou .30 US Government est une munition pour armes d'épaule en service dans les Forces armées des États-Unis entre 1892 et 1906. Cette cartouche à bourrelet de 7,62 mm est chargée avec 40 grains (3 grammes) de poudre sans fumée.
Munition de guerre, elle fut chambrée pour les fusils Krag-Jørgensen américains, pour les mitrailleuses Gatling, les Colt M-1895 et la carabine Winchester Modèle 1895 des Texas Rangers.

## Dimensions
- Diamètre réel de la balle : 7,8 mm
- Longueur de la douille : 56,8 mm
- Longueur de la carouche : 78,2 mm

## Balistique
- Masse de la balle : 11,5 g.
- Pression : 276 MPa.
- Vitesse initiale : 609 m/s pour les fusils M1892 et 597 m/s pour les carabines M1896 dont le canon est plus court.
- Énergie initiale : 2 300 à 2 550 Joules